# Národní park Nambung
Národní park Nambung (Nambung National Park) je chráněné území v Austrálii o rozloze 192,68 km². Nachází se v regionu Wheatbelt 200 km severozápadně od Perthu, hlavního města spolkového státu Západní Austrálie. Nejbližším sídlem je Cervantes. Národní park byl vyhlášen v roce 1994 a spravuje ho oddělení biodiverzity západoaustralské vlády, v roce 2008 bylo otevřeno návštěvnické centrum. Patří k významným turistickým atrakcím australského jihozápadu a přijíždí sem ročně kolem 150 000 osob. Nejnavštěvovanější je v září a říjnu díky množství pestrobarevných květů.
Park je pojmenován podle řeky, která jím protéká, název pochází z jazyka domorodého kmene Yedů a znamená „klikatá“. Na pobřeží přistáli Nizozemci již v sedmnáctém století, ale vnitrozemí bylo zmapováno teprve roku 1934. 
Park se nachází na pobřeží Indického oceánu. Krajině dominují duny a vřesoviště, část plochy zaujímá písečná poušť Pinnacle Desert, kde se nacházejí tisíce vápencových skalních jehel vytvořených ze schránek mořských živočichů, z nichž některé dosahují až čtyřmetrové výšky. Nachází se zde také množství trombolitů, jejichž stáří se odhaduje na více než tři miliardy let.
Na území národního parku se vyskytuje 176 živočišných druhů. Patří k nim dingo, klokan rudý, klokan velký, possum medosavý, emu hnědý, vlaštovka bělohřbetá, lasolet černolící, kulík rezavotemenný, pakobra štíhlá, varan Gouldův a paropuška dlouhonohá. V moři je možno pozorovat keporkaky. Rostou zde cypřiše, akácie, blahovičníky, dodonky a banksie. 